# Dipak Tailor
Dipak Tailor (* 6. Juni 1964) ist ein englischer Badmintonspieler.

## Karriere
Dipak Tailor gewann 1980 und 1981 noch als Junior die Hungarian International. Im letztgenannten Jahr wurde er auch Junioreneuropameister. 1982 siegte er bei den German Open, 1983 bei den Welsh International. 1984 war er bei den Denmark Open und den Irish Open erfolgreich.

## Sportliche Erfolge
| Saison | Veranstaltung                             | Disziplin    | Platz | Name                            |
| ------ | ----------------------------------------- | ------------ | ----- | ------------------------------- |
| 1980   | England: Einzelmeisterschaft der Junioren | Mixed        | 1     | Dipak Tailor / Mary Leeves      |
| 1980   | Hungarian International                   | Herrendoppel | 1     | Dipak Tailor / Duncan Bridge    |
| 1981   | Hungarian International                   | Herreneinzel | 1     | Dipak Tailor                    |
| 1981   | Hungarian International                   | Herrendoppel | 1     | Dipak Tailor / Chris Dobson     |
| 1981   | Hungarian International                   | Mixed        | 1     | Dipak Tailor / Gillian Gowers   |
| 1981   | England: Einzelmeisterschaft der Junioren | Herrendoppel | 1     | Dipak Tailor / Andy Wood        |
| 1981   | England: Einzelmeisterschaft der Junioren | Herreneinzel | 1     | Dipak Tailor                    |
| 1981   | England: Einzelmeisterschaft der Junioren | Mixed        | 1     | Dipak Tailor / Mary Leeves      |
| 1981   | Junioren-Europameisterschaft              | Mixed        | 1     | Dipak Tailor / Mary Leeves      |
| 1981   | Junioren-Europameisterschaft              | Herreneinzel | 3     | Dipak Tailor                    |
| 1981   | Junioren-Europameisterschaft              | Herrendoppel | 2     | Dipak Tailor / Andy Wood        |
| 1982   | England: Einzelmeisterschaft der Junioren | Mixed        | 1     | Dipak Tailor / Gillian Gowers   |
| 1982   | England: Einzelmeisterschaft der Junioren | Herrendoppel | 1     | Dipak Tailor / Chris Dobson     |
| 1982   | German Open                               | Mixed        | 1     | Dipak Tailor / Gillian Gilks    |
| 1983   | Welsh International                       | Mixed        | 1     | Dipak Tailor / Nora Perry       |
| 1983   | Welsh International                       | Herrendoppel | 1     | Mike Tredgett / Dipak Tailor    |
| 1983   | England Doubles Challenge                 | Herrendoppel | 2     | Thomas Kihlström / Dipak Tailor |
| 1984   | Irish Open                                | Herrendoppel | 1     | Dipak Tailor / Chris Dobson     |
| 1984   | Victor Cup                                | Herrendoppel | 1     | Dipak Tailor / Chris Dobson     |
| 1984   | Denmark Open                              | Mixed        | 1     | Dipak Tailor / Nora Perry       |
| 1985   | England: Einzelmeisterschaften            | Mixed        | 1     | Dipak Tailor / Gillian Gilks    |
| 1986   | Welsh International                       | Herrendoppel | 1     | Martin Dew / Dipak Tailor       |